# Oberaarhorn
L'Oberaarhorn est un sommet des Alpes en Suisse. Il culmine à 3 630 mètres d'altitude dans les Alpes bernoises.

## Situation
L'Oberaarhorn se trouve à la frontière entre les cantons de Berne et du Valais. Il est situé sur la ligne de partage des eaux entre la mer du Nord et la mer Méditerranée. Sur son versant est naît le glacier de l'Oberaar (qui alimente l'Aar via l'Oberaarbach). Sur son versant nord-ouest un glacier alimente le glacier de l'Unteraar. Sur son versant sud-ouest, le Studergletscher alimente la Wysswasser (affluent du Rhône). Au nord de l'Oberaarhorn on trouve le Grunerhorn, au sud l'Oberaarjoch puis le Nollen, à l'ouest l'Altmann.